# Олд Таун (Мејн)
Олд Таун (енгл. Old Town) град је у америчкој савезној држави Мејн.

## Демографија
По попису из 2010. године број становника је 7.840, што је 290 (-3,6%) становника мање него 2000. године.
| Група             | 2000.         | 2010.         |
| Белци             | 7.661 (94,2%) | 7.247 (92,4%) |
| Афроамериканци    | 53 (0,7%)     | 70 (0,9%)     |
| Азијати           | 149 (1,8%)    | 139 (1,8%)    |
| Хиспаноамериканци | 42 (0,5%)     | 102 (1,3%)    |
| Укупно            | 8.130         | 7.840         |